# Chiesa di Santa Maria della Misericordia (Ascona)
La chiesa di Santa Maria della Misericordia è un edificio religioso tardogotico che si trova ad Ascona. Al suo interno sono di rilievo gli affreschi, anch'essi tardogotici, che costituiscono uno dei cicli di pitture murali più estesi della Svizzera.

## Storia
La costruzione dell'edificio iniziò il 15 novembre 1399, e terminò nel 1422. La consacrazione arrivò solo il 23 ottobre 1442.
Il ciclo di dipinti murali del '400 nel coro illustra storie del vecchio e nuovo Testamento. Sulla parete di sinistra sono raffigurati sessantasei riquadri dedicati all'antico Testamento. Sulla parete di fronte si trovano invece trentasei riquadri dedicati alla vita e alla passione di Cristo, dipinte da una seconda bottega di pittori itineranti. La parete di fondo ospita una Crocifissione e sopra la Madonna della Misericordia, affiancata dai Santi Pietro e Paolo. Negli spicchi della volta si trovano i Padri della Chiesa Latina, Cristo attorniato dal tetramorfo, e San Pietro, San Materno e San Fabiano. 
A destra dell'arco trionfale è raffigurata una Deposizione datata 1466 e firmata alla base da Cristoforo e Nicolao da Seregno operanti a Lugano.
Più tardi, nel 1488, all'edificio fu aggiunto un campanile..
Sulla parete meridionale le figure disposte in finte arcate dei santi Antonio abate e Rocco, S. Antonio da Padova, la Madonna in trono benedicente con bambino, e S. Sebastiano sono invece attribuibili ad Antonio da Tradate (1506).
Sull'altare maggiore è conservato il polittico di Giovanni Antonio De Lagaia del 1519. Il polittico è diviso in due registri: quello superiore, dove è dipinta l'Assunzione della Vergine attorniata da angeli con ai suoi piedi gli apostoli; nel registro inferiore è dipinta la Madonna della Misericordia tra i santi Domenico e Pietro Martire.

Fra il 1510 e il 1584 la chiesa fu amministrata da due frati dell'Ordine domenicano, fra' Nicola e fra' Paolo, che aggiunsero alla struttura preesistente un convento. Poi, per volontà di Carlo Borromeo e su disposizione di papa Gregorio XIII, il convento ospitò un seminario, divenuto poi il Collegio Papio. Nel XVIII secolo all'edificio fu aggiunto un portico.

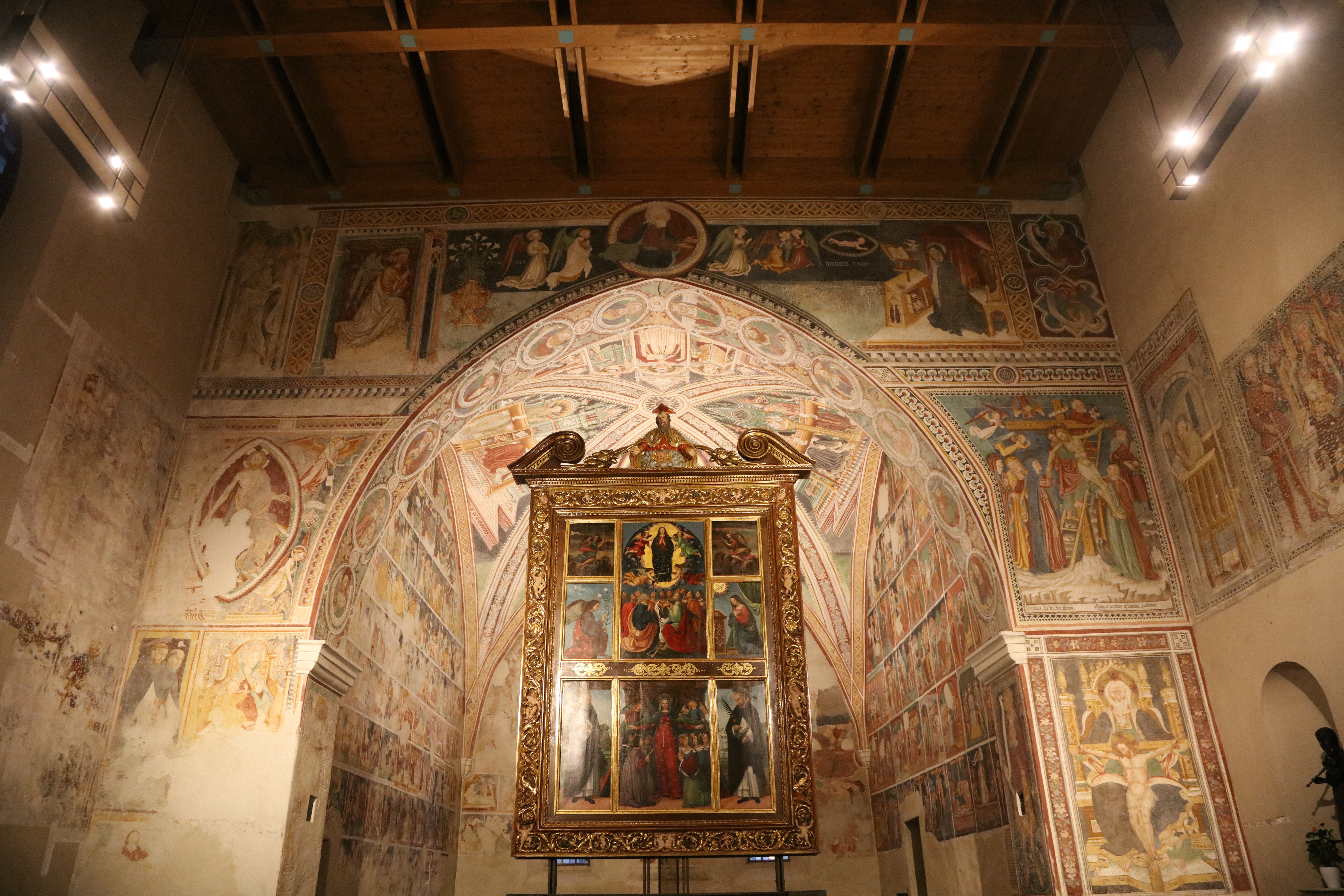
Interno
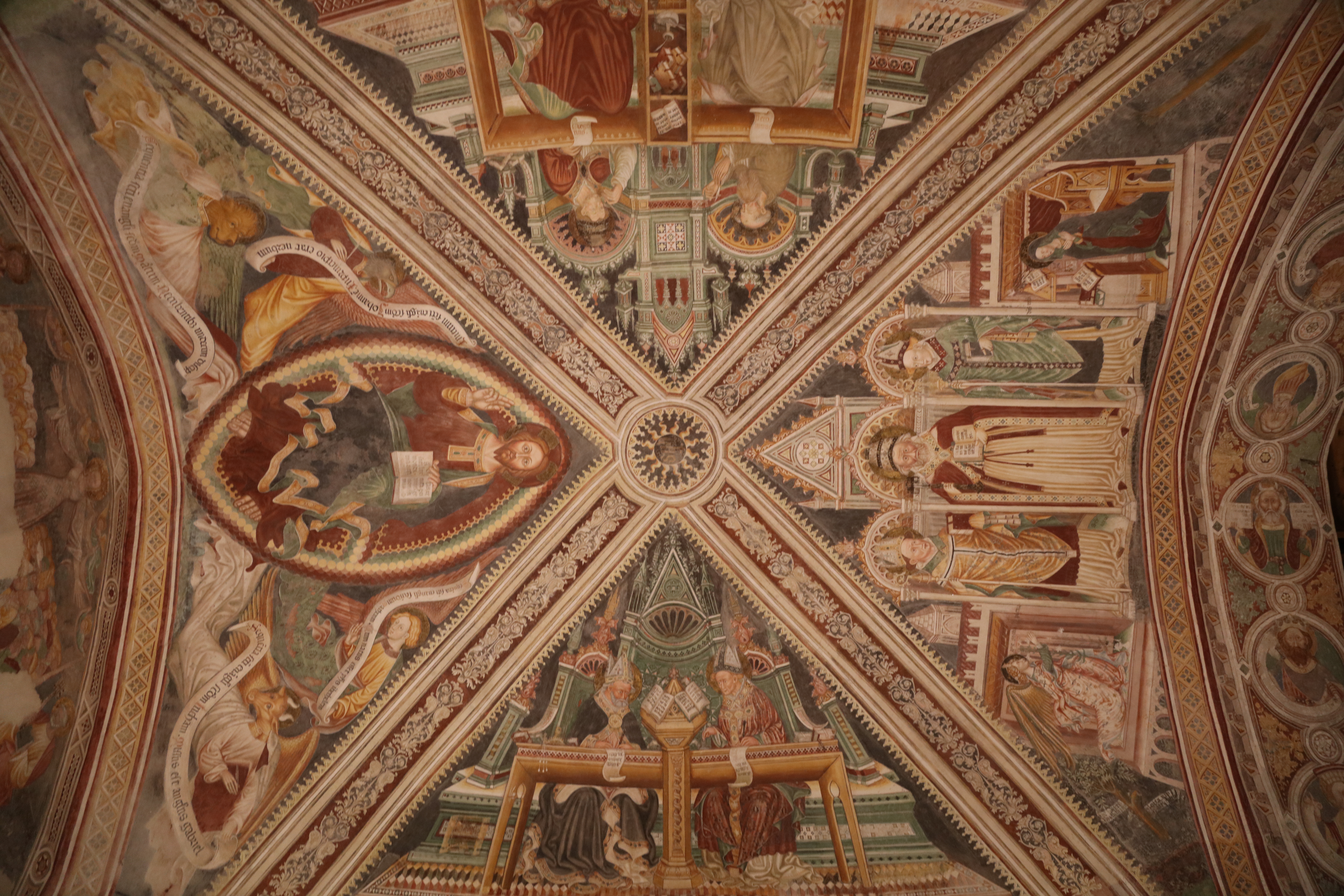
affreschi della volta
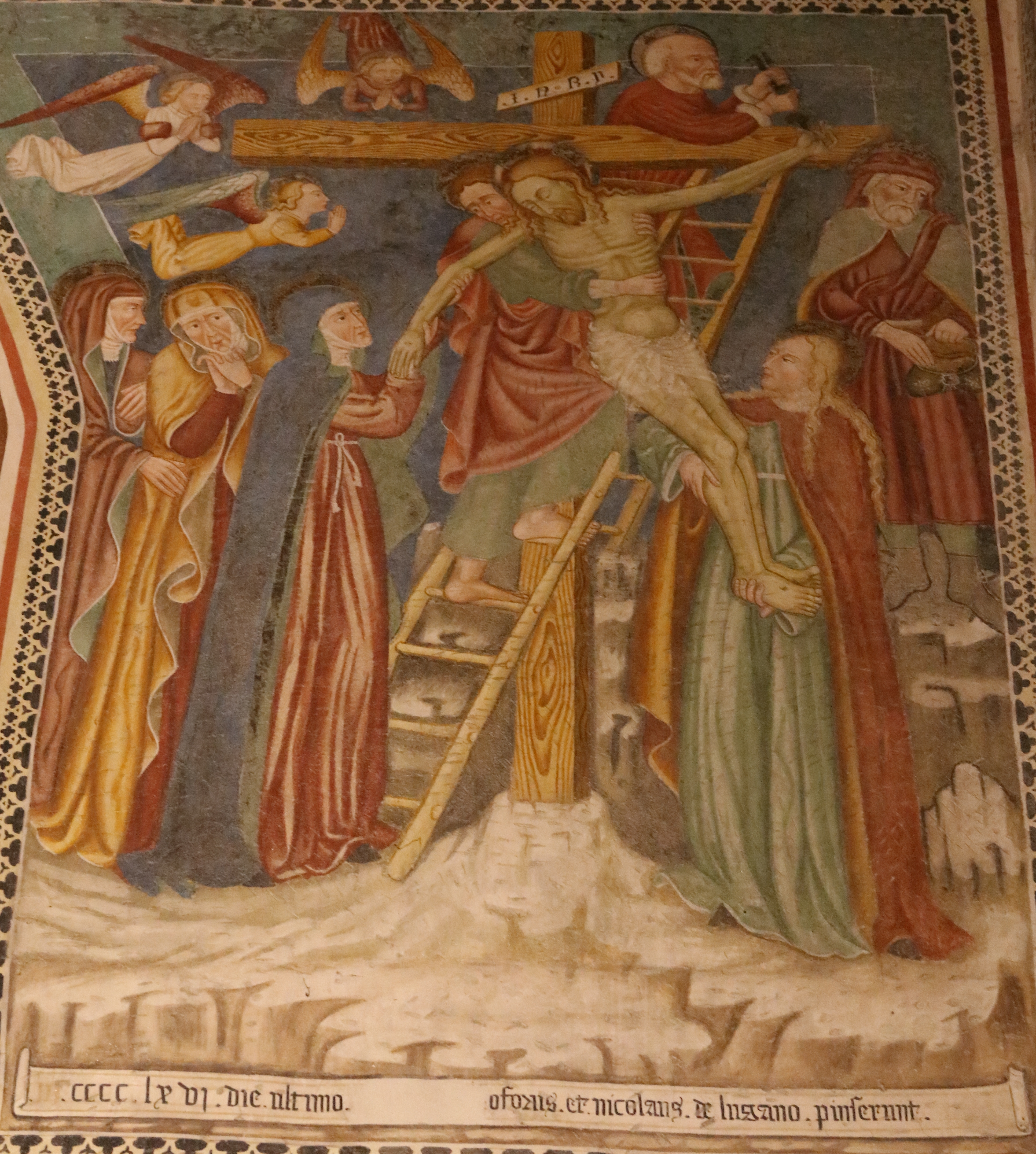
Cristoforo da Seregno, Deposizione, XV secolo
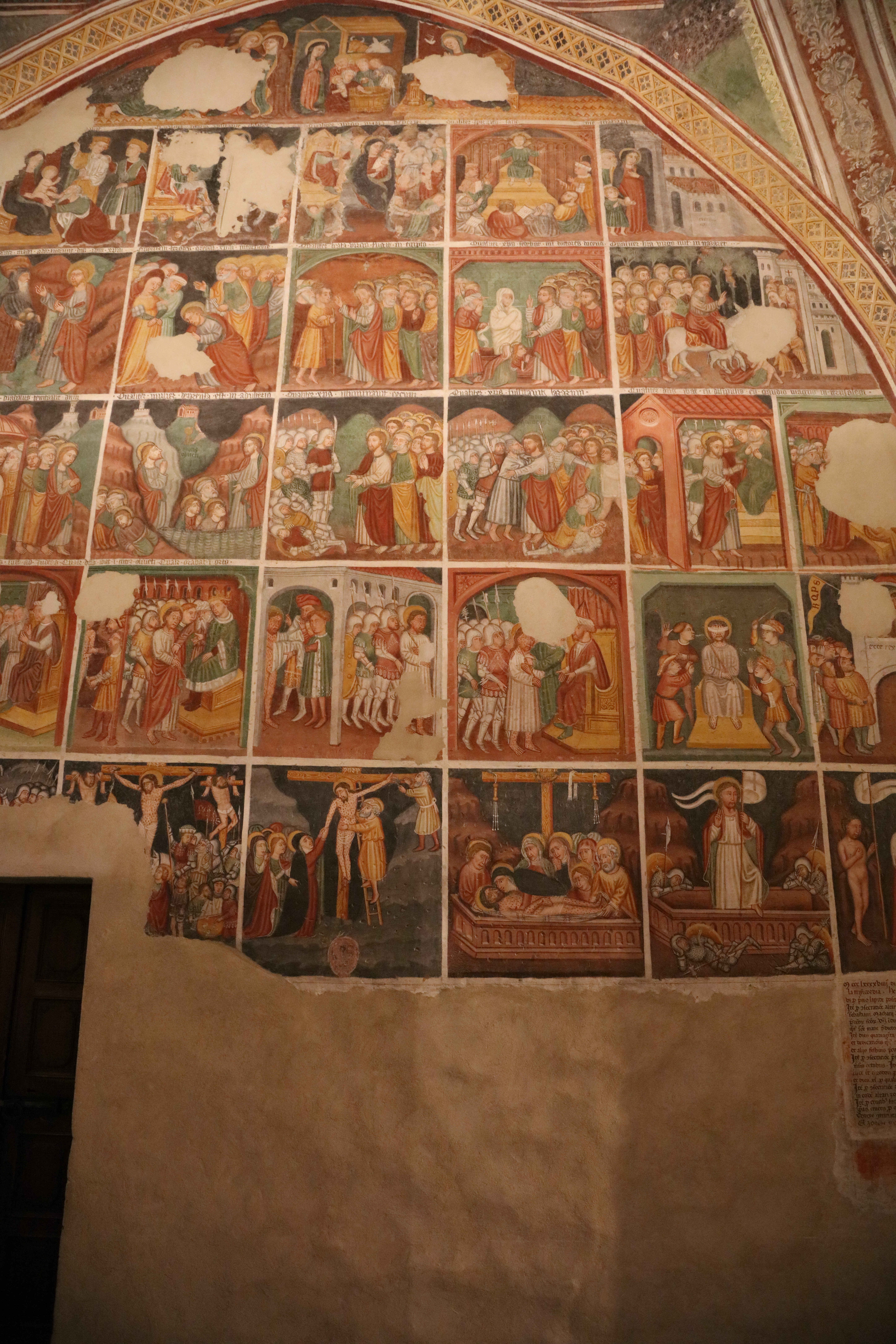
Storie della vita di Cristo
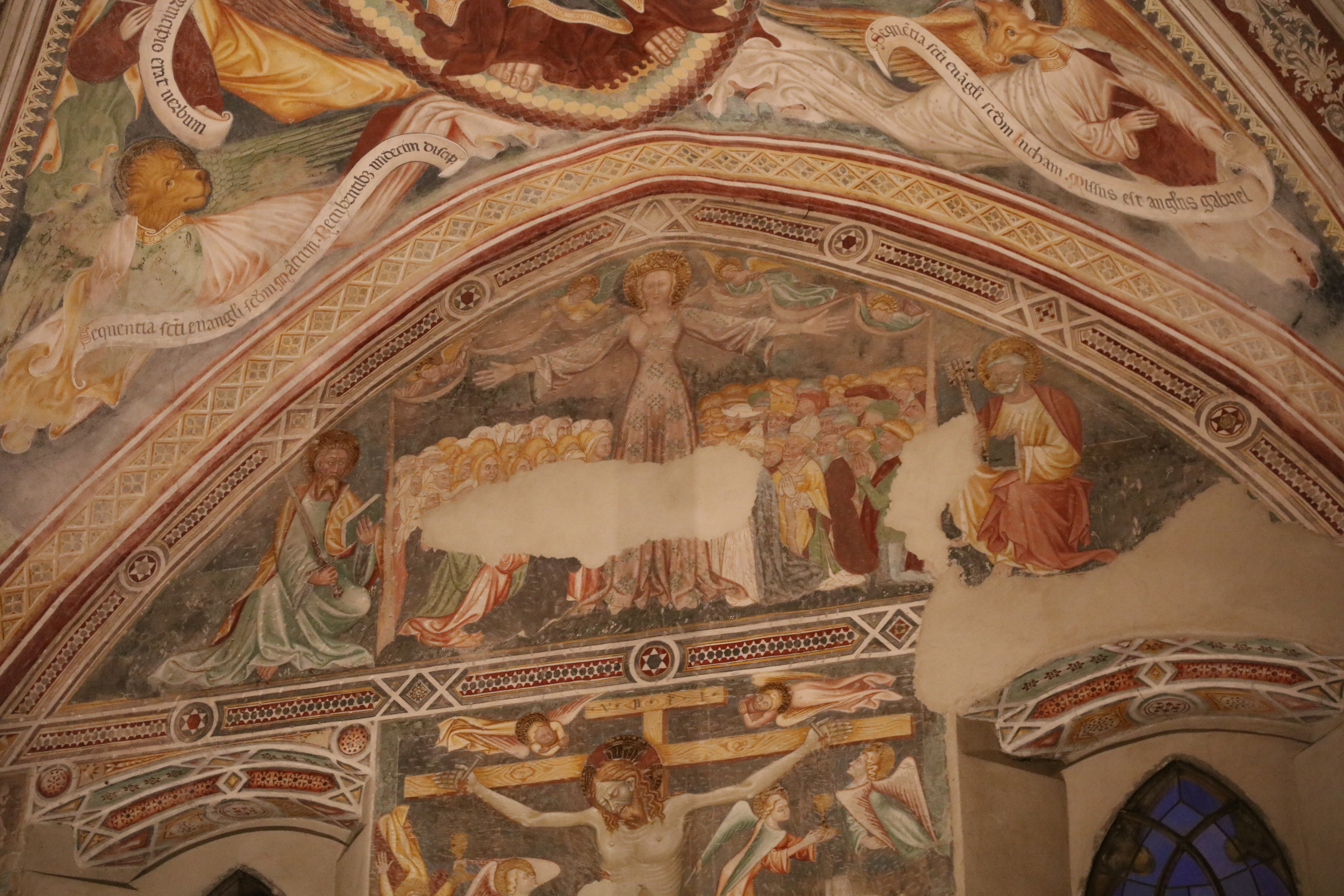
Madonna della Misericordia